# Бачевачки крас
Бачевачки крас је предео покривеног краса Ваљевске подгорине, између клисуре Градца и долине реке Рибница (слив Колубаре).
Назив је добио по селу Бачевци. Захвата површину од 169 км². Типичан крашки рељеф одликује се бројним вртачама и сувим долиницама на површиини и пећинама, нарочито у клисури Градца. Највећа је Петрињска пећина, југоистично од Ваљева, дугачка 600 метара.